# Al Forat Network
Al Forat Network (en árabe: قناة الفرات الفضائية) es un canal de televisión satelital en Irak. Esta cadena que transmite en lengua árabe es propiedad de la Asamblea Suprema Islámica de Irak, el tercer partido político chií más grande de Irak. Fue fundado en el 2004, poco después de la caída del régimen de Sadam Huseín.
Al Forat posee 300 empleados con oficinas ubicadas en la ciudad de Karrada en Bagdad.